# Canville-les-Deux-Églises
Canville-les-Deux-Églises är en kommun i departementet Seine-Maritime i regionen Normandie i norra Frankrike. Kommunen ligger i kantonen Doudeville som tillhör arrondissementet Rouen. År 2022 hade Canville-les-Deux-Églises 307 invånare.

## Befolkningsutveckling
Antalet invånare i kommunen Canville-les-Deux-Églises
| Referens: INSEE |